# Armed Forces Bowl 2018
Match précédent Match suivant
L'Armed Forces Bowl 2018 est un match de football américain de niveau universitaire joué après la saison régulière de 2018, le 22 décembre 2018 au Amon G. Carter Stadium de Fort Worth dans l'État du Texas aux États-Unis.
Il s'agit de la 16e édition du Armed Forces Bowl.
Le 18 décembre, les organisateurs annoncent que le match est officiellement sold-out pour la première fois de l'histoire de l'Armed Forces Bowl.
Le match met en présence l’équipe des Cougars de Houston issue de l'American Athletic Conference et l’équipe indépendante des Black Knights de l'Army.
Il débute vers 14 h 30, heure locale et est retransmis à la télévision par ESPN.
Sponsorisé par la société Lockheed Martin, le match est officiellement dénommé le 2018 Lockheed Martin Armed Forces Bowl.
Les Black Knights de l'Army gagnent le match sur le score de 70 à 14.

## Présentation du match
Conformément aux accords du bowl, le match aurait dû opposer une équipe issue de la Big 12 Conference à une équipe issue de l'American Athletic Conference. Les Sooners de l'Oklahoma classés no 4 ayant été sélectionnés pour disputer les playoffs du CFP, une place se libérait dans la répartition des bowls. C'est l'équipe indépendante de l'Army que les organisateurs du match ont choisie pour pallier l'absence d'une équipe de la Big 12.
| Équipes                                                                                      | Conférences | Entraîneurs           | Stats. saison rég. | Classements avant le bowl CFP-AP-Coaches |
| -------------------------------------------------------------------------------------------- | ----------- | --------------------- | ------------------ | ---------------------------------------- |
| Cougars de Houston                                                                           | AAC         | Major Applewhite (en) | 8 - 4              | NC - NC - NC                             |
| Black Knights de l'Army                                                                      | Ind.        | Jeff Monken (en)      | 10 - 2             | NC - no 22 - no 25                       |
| Arbitre : Luke Richmond (MAC) Équipe donnée favorite par les bookmakers : Army par 3 points. |             |                       |                    |                                          |

Il s'agit de la 8e rencontre entre ces deux équipes, Houston en ayant remporté 5 pour 2 à l'Army ;
| Date              | Saison | Vainqueur       | Score   | Perdant         | Compétition                                     |
| ----------------- | ------ | --------------- | ------- | --------------- | ----------------------------------------------- |
| 18 septembre 2004 | 2004   | Houston         | 35 - 21 | Army West Point | Match de saison régulière joué à Houston, TX    |
| 25 novembre 2003  | 2003   | Houston         | 34 - 14 | Army West Point | Match de saison régulière joué à West Point, NY |
| 19 octobre 2002   | 2002   | Houston         | 56 - 42 | Army West Point | Match de saison régulière joué à Houston, TX    |
| 06 octobre 2001   | 2001   | Army West Point | 28 - 14 | Houston         | Match de saison régulière joué à West Point, NY |
| 16 septembre 2000 | 2000   | Houston         | 31 - 30 | Army West Point | Match de saison régulière joué à Houston, TX    |
| 20 novembre 1999  | 1999   | Houston         | 26 - 14 | Army West Point | Match de saison régulière joué à West Point, NY |
| 10 octobre 1998   | 1998   | Army West Point | 38 - 28 | Houston         | Match de saison régulière joué à Houston, TX    |

### Black Knights de l'Army
Avec un bilan global en saison régulière de 10 victoires et 2 défaites, l'Army est éligible et accepte, le 2 décembre, l'invitation pour participer à l'Armed Forces Bowl de 2018.
À l'issue de la saison 2018 (bowl non compris), ils seront classés #22 au classement de l'AP et #25 au classement Coaches. Ils n'apparaissent pas dans le classement du CFP.
Il s'agit de leur 3e participation à l'Armed Forces Bowl :
| Dates            | Saisons | Adversaires     | Scores  | Résultats |
| ---------------- | ------- | --------------- | ------- | --------- |
| 30 décembre 2010 | 2010    | SMU             | 16 - 14 | V : 1 - 0 |
| 23 décembre 2017 | 2017    | San Diego State | 42 - 35 | V : 2 - 0 |

### Cougars de Houston
Avec un bilan global en saison régulière de 8 victoires et 4 défaites (5-3 en matchs de conférence), Houston est éligible et accepte, le 2 décembre, l'invitation pour participer à l'Armed Forces Bowl de 2018
Ils terminent 2e de la West Division de l'American Athletic Conference derrière Memphis.
À l'issue de la saison 2018 (bowl non compris), ils n'apparaissent pas dans les classements CFP, AP et Coaches.
Il s'agit de leur 5e participation à l'Armed Forces Bowl :
| Dates            | Saisons | Adversaires | Scores  | Résultats |
| ---------------- | ------- | ----------- | ------- | --------- |
| 23 décembre 2005 | 2005    | Kansas      | 42 - 13 | D : 0 - 1 |
| 31 décembre 2008 | 2008    | Air Force   | 34 - 28 | V : 1 - 1 |
| 31 décembre 2009 | 2009    | Air Force   | 47 - 20 | D : 1 - 2 |
| 02 janvier 2015  | 2014    | Pittsburgh  | 35 - 34 | V : 2 - 2 |

## Résumé du match
Résumé et photo sur la page du site francophone The Blue Pennant
Début du match à  14 h 40, fin à  17 h 52 pour une durée totale de jeu de 3 h 12 min.
Températures de 18 °C, vent d'Ouest de 19 km/h, ciel nuageux.
| QT          | Temps       | Drive       | Drive       | Drive       | Équipe      | Description de l'action | Score | Score |
| QT          | Temps       | Jeux        | Yards       | TDP         | Équipe      | Description de l'action | HOU   | ARMY  |
| ----------- | ----------- | ----------- | ----------- | ----------- | ----------- | --- | ----- | ----- |
| 1           | 03:58       | 14          | 80          | 07:47       | ARMY        | TD à la suite d'une course de 1 yard par QB Kelvin Hopkins Jr. + 1 point de conversion par K John Abercrombie                               | 0     | 7     |
| 1           | 00:00       | 2           | 80          | 00:50       | ARMY        | TD à la suite d'une course de 77 yards par QB Kelvin Hopkins Jr. + 1 point de conversion par K John Abercrombie                             | 0     | 14    |
| 2           | 14:46       | -           | -           | -           | ARMY        | TD à la suite d'un fuble recouvert et retourné sur 23 yards par DB Cameron Jones + 1 point de conversion par K John Abercrombie             | 0     | 21    |
| 2           | 12:04       | 9           | 77          | 02:42       | HOU         | TD de 3 yards par TE Romello Booker à la suite d'une réception de passe de QB Clayton Tune + 1 point de conversion par K Dalton Witherspoon | 7     | 21    |
| 2           | 10:46       | 3           | 62          | 01:18       | ARMY        | TD à la suite d'une course de 1 yard par QB Kelvin Hopkins Jr. + 1 point de conversion par K John Abercrombie                               | 7     | 28    |
| 2           | 07:24       | 3           | 8           | 01:22       | ARMY        | TD à la suite d'une course de 2 yards par QB Kelvin Hopkins Jr. + 1 point de conversion par K John Abercrombie                              | 7     | 35    |
| 2           | 00:51       | 8           | 69          | 04:33       | ARMY        | TD à la suite d'une course de 11 yards par RB Artice Hobbs IV + 1 point de conversion par K John Abercrombi                                 | 7     | 42    |
| 3           | 12:09       | 5           | 47          | 02:51       | ARMY        | TD à la suite d'une course de 1 yard par QB Kelvin Hopkins Jr. + 1 point de conversion par K John Abercrombie                               | 7     | 49    |
| 3           | 01:21       | 6           | 35          | 03:21       | ARMY        | TD à la suite d'une course de 3 yards par RB Connor Slomka + 1 point de conversion par K John Abercrombie                                   | 7     | 56    |
| 4           | 10:31       | 8           | 54          | 04:59       | ARMY        | TD de 15 yards par RB Jordan Asberry à la suite d'une réception de passe de QB Cam Thomas + 1 point de conversion par K John Abercrombie    | 7     | 63    |
| 4           | 06:25       | 13          | 74          | 04:06       | HOU         | TD à la suite d'une course de 6 yards par QB Clayton Tune + 1 point de conversion par K Dalton Witherspoon                                  | 14    | 63    |
| 4           | 01:58       | 7           | 75          | 04:27       | ARMY        | TD à la suite d'une course de 20 yards par QB Cam Thomas + 1 point de conversion par K John Abercrombie                                     | 14    | 70    |
| Score final | Score final | Score final | Score final | Score final | Score final | Score final | 14    | 70    |

## Statistiques
| Nom  | Équipe             | Poste |
| ---- | ------------------ | ----- |
| HOU  | Romello Brooker    | TE    |
| ARMY | Kelvin Hopkins Jr. | QB    |

| Statistiques                           | HOU                                                  | ARMY                                                 |
| -------------------------------------- | ---------------------------------------------------- | ---------------------------------------------------- |
| 1er down                               | 23                                                   | 27                                                   |
| 1er down à la course                   | 10                                                   | 24                                                   |
| 1er down à la passe                    | 11                                                   | 2                                                    |
| 1er down suite pénalité                | 2                                                    | 1                                                    |
| Conversion de 3e down                  | 3/12                                                 | 7/7                                                  |
| Conversion de 4e down                  | 2/3                                                  | 0/0                                                  |
| Jeux–yards                             | 73 jeux pour 317 yards                               | 62 jeux pour 592 yards                               |
| Yards à la course                      | 41 courses pour 87 yards moyenne de 2,1 yards/course | 58 courses pour 507yards moyenne de 8,7 yards/course |
| Yards à la passe                       | 230                                                  | 85                                                   |
| Passes : Réussies-Tentées-Interceptées | passes complétées, x interception                    | passes complétées, x interception                    |
| Réussite en zone rouge/chances         | 2/3                                                  | 8/9                                                  |
| TD                                     | 2                                                    | 10                                                   |
| Field Goals                            | 0/0                                                  | 0/0                                                  |
| Sacks (Nombre-Yards)                   | 0/0                                                  | 10 pour 71 yards adverses perdus                     |
| Fumbles (Nombre/Perdus)                | 4/2                                                  | 2/1                                                  |
| Pénalités (Nombre/Yards perdus)        | 5 pour 33 yards perdus                               | 7 pour 60 yards perdus                               |
| Temps de possession                    | 24:55                                                | 35:05                                                |

| Quarterbacks        | Quarterbacks        | Quarterbacks                                                                                             |
| ------------------- | ------------------- | --- |
| HOU                 | Tune, Clayton       | 21/32 passes complétées, 230 yards, 0 interception, 1 TD, 10 sacks subis, évaluation QB de 136,3         |
| ARMY                | Hopkins Jr., Kelvin | 3/3 passes complétées, 70 yards, 0 interception, 0 TD, 0 sack subi, évaluation QB de 296                 |
| ARMY                | Thomas, Cam         | 1/1 passes complétées, 15 yards, 0 interception, 1 TD, 0 sack subi, évaluation QB de 556                 |
| Meilleurs coureurs  |                     | |
| HOU                 | Carr, Patrick       | 9 courses pour 52 yards nets gagnés, 0 TD, moyenne de 5,8 yards/course                                   |
| ARMY                | Hopkins Jr., Kelvin | 11 courses pour 170 yards nets gagnés, 5 TDs, moyenne de 15,5 yards/course                               |
| Meilleurs receveurs |                     | |
| HOU                 | Stevenson, Marquez  | 8 réceptions pour 72 yards gagnés, 0 TD                                                                  |
| ARMY                | Asberry, Jordan     | 2 réceptions pour 22 yards gagnés, 1 TD                                                                  |
| Meilleurs tacklers  |                     | |
| HOU                 | Robinson, Austin    | 12 tacles dont 5 en solo, 1 TFL                                                                          |
| ARMY                | Nachtigal, Jams     | 16 tacles dont 11 en solo, 3½ sacks (pour 27 yards adverses perdus), 2½ TFL (27 yards), 3 fumbles forcés |

## Records NCAA
- Plus grand écart de points lors d’un bowl :

En gagnant avec 56 points d'écart, les Black Knights de l'Army égalisent le record détenu par les Oilers de Tulsa à l'occasion du GMAC Bowl 2008 gagné 63 à 7 contre les Bowling Green.
- Plus de points inscrits lors d’un bowl :

En inscrivant 70 points, les Black Knights de l'Army égalisent le record détenu par les Mountaineers de la Virginie-Occidentale à l'occasion de l'Orange Bowl 2012 gagné 70 à 33 contre les Tigers de Clemson.